# 神保長住
神保長住（生年不詳－卒年不詳）是日本戰國時代武將。被推測是越中國人神保長職的嫡子。弟弟有神保長城。同族有神保氏張。官位是越中守。初名長國。

## 生平
永祿11年（1568年）其間，主張與武田氏和加賀一向一揆同盟，與維持親上杉氏政策的父親長職和重臣小島職鎮等對立，翌年10月，上杉謙信以長職方援軍身份渡過神通川，長住等反上杉派被鎮壓。
天正5年（1577年）11月16日，上杉謙信把能登珠洲郡細谷村89貫457文賜予飯田與三左衛門。因此發起反抗但是失敗，之後逃到能登畠山氏處。但是後來因為能登亦被謙信征服，長住就前往京都並仕於織田信長。
天正6年（1578年），以謙信突然死亡為契機，在信長令佐佐長穐等率兵經由飛驒向越中侵攻時擔任織田軍的先鋒，國人眾齋藤信利、小谷六右衛門、二宮長恆等加入並攻略增山城，制壓越中西南部。在9月更有齋藤長龍率兵加入成為援軍，在月岡野之戰中大勝上杉・椎名軍。齋藤勢等援軍返回領國，但是進入津毛城的長住向北前進並奪回神保氏的富山城，更向東面進發攻陷新庄城、松倉城等，進行活躍的軍事行動，天正9年（1581年）佐佐成政進入越中後，編列在成政的軍事指揮之下。
天正10年（1582年）3月，舊臣小島職鎮、唐人親廣等人急襲富山城，長住被俘虜。雖然被織田軍的反攻所救，但是因為這次事件而失去勢力並被追放，曾一度透過舊臣國人眾菊池右衛門入道向織田家臣柴田勝家說項，希望織田同意返還領地，但沒有被接受。翌年前往伊勢神宮祈願返回越中居住，之後的經歷沒有記載。